# Carlos Casamiquela
Carlos Horacio Casamiquela (ur. 9 czerwca 1948 w Viedma, zm. 12 września 2020) – argentyński polityk, minister.

## Działalność polityczna
W okresie od 20 listopada 2013 do 10 grudnia 2015 był ministrem rolnictwa w gabinecie prezydent Kirchner.
Zmarł 12 września 2020 na COVID-19.